# Mina Harker
Wilhelmina "Mina" Harker (Murray cuando era soltera) es la protagonista y heroína de la novela de horror Drácula de Bram Stoker.
Del personaje Mina Harker de la novela original de Drácula, fue inspirado el personaje de Ellen Hutter para la película Nosferatu: Una sinfonía del horror de 1922 y su remake de 2024 Nosferatu.

## En la novela
Empieza la historia como la señorita Mina Murray, ayudante del director de escuela que está comprometida con Jonathan Harker, y es la mejor amiga de Lucy Westenra. Mina visita a Lucy en Whitby el 24 de julio de ese año, cuando la escuela había cerrado por el verano.
Después de que su prometido Jonathan escapa del castillo de Drácula, Mina viaja a Budapest y se reúne con él. Mina cuida de él hasta que se recupera de su traumático encuentro y los dos volverían a Inglaterra como marido y mujer. Al volver a casa, se entera de que Lucy ha muerto de una enfermedad misteriosa derivada de pérdidas severas de sangre como resultado de reiteradas visitas de algún animal desconocido que bebió su sangre; el animal, como lo descubrirían más adelante, no era otro que Drácula, que había tomado una apariencia diferente.
Mina y Jonathan unen fuerzas con Abraham Van Helsing, que ahora vuelca su atención en destruir al conde. Después de que Drácula se entera del complot contra él, toma venganza visitando —y mordiendo— a Mina al menos en tres ocasiones. Drácula también alimenta a Mina con su sangre, destinándola a convertirse en vampira cuando muera. El resto de la novela trata sobre los esfuerzos del grupo por evitar ese destino matando a Drácula. Mina sucumbe lentamente a la sangre del vampiro que fluye por sus venas, cambiando de un estado de inconsciencia a un estado de semitrance durante el cual ella está, telepáticamente, conectada con Drácula. Mina entonces utiliza sus habilidades telepáticas inherentes para seguir los movimientos de Drácula.
Drácula huye a su castillo en Transilvania, seguido por el grupo de Van Helsing, quienes lo matan justo antes de la puesta del sol. Como resultado, se levanta el hechizo de Drácula y Mina es liberada de la maldición.
El libro se cierra con una nota acerca de la vida del matrimonio de Mina y de Jonathan y el nacimiento de su hijo primogénito el día del aniversario de la muerte de Quincey Morris, y por ello a su hijo lo bautizan como Quincey. El nacimiento del hijo de Jonathan y Mina significa esperanza y cómo entran al nuevo siglo XX.

## Interpretación del personaje
Al igual que su amiga Lucy, Mina es idealizada: Stoker la describe como una mujer pura, una esposa angelical y, de forma simbólica, como madre. En la novela, Mina desprecia a Drácula, llamándolo un "monstruo" debido a que él mató a Lucy y por aterrorizar su vida.

## En otros medios
Mina (o un personaje similar) ha aparecido en muchas de las adaptaciones de la novela de Stoker.
En la novela original de Stoker, Mina Harker se recupera de la maldición del vampiro tras la muerte de Drácula. Sin embargo, en muchas películas, libros, obras de teatro y canciones, ella no pierde sus habilidades vampíricas.
En Nosferatu, eine Symphonie des Grauens de F. W. Murnau, se renombra a su personaje como Ellen, por cuestiones de derechos de autor. En una desviación significativa de la novela original, ella se sacrifica entregándose al Conde Orlok (la versión de la película del personaje de Drácula) para que este sea destruido por el sol naciente.
Helen Chandler interpretó a Mina en la versión cinematográfica de Drácula de Universal Studios, dirigida por Tod Browning y protagonizada por Béla Lugosi como el Conde. En esta adaptación, Mina es la hija de John Seward y, por lo tanto, se supone que su nombre era Mina Seward. Tal relación se incorporó a la parodia de Mel Brooks Dracula: Dead and Loving It, donde la encarna Amy Yasbeck.
En la versión de la Hammer Film Productions, Mina fue interpretada por Melissa Stribling y se casó con Arthur Holmwood en lugar de Jonathan.
La BBC produjo una versión titulada Conde Drácula en 1977, en la que Mina fue interpretada por la actriz inglesa Judi Bowker. Muy fiel a la versión original de Stoker, muestra a Mina como la describe el autor, una joven extremadamente hermosa, pero con la diferencia de llamarse Mina Westenra; es decir, ser la hermana de Lucy Westenra.
Mina fue interpretada por Jan Francis en la película de 1979 Drácula dirigida por John Badham, en la que es la hija de Van Helsing. Esta adaptación también cambia el papel de Mina y hace a Lucy la hija del Dr. Seward, la prometida de Jonathan Harker y víctima principal de Drácula.
Mina fue interpretada por la actriz estadounidense Winona Ryder en Drácula, de Bram Stoker, la versión de 1992 de Francis Ford Coppola, donde es la reencarnación de la amada esposa de Drácula.
El personaje aparece también en la serie de cómics de Alan Moore The League of Extraordinary Gentlemen. En la adaptación cinematográfica de 2003, la interpretó Peta Wilson. A diferencia de la historieta, en la película sigue siendo un vampiro tras la muerte de Drácula. Mientras que la versión del cómic tiene una relación con Allan Quatermain, la versión de la película tiene una relación pasada con Dorian Gray y aparentemente desarrolla sentimientos por el agente especial Tom Sawyer en el transcurso de la misión de la Liga (tanto en el cómic como en la película, Mina atrae el interés de las dos identidades: Henry Jekyll, en diversos grados).
En el manga Hellsing, se revela que es el “cadáver” de Mina Harker. Como murió antes de que Drácula (posteriormente conocido como Alucard) fuera derrotado, y dado que no murió, la maldición sigue activa en ella, a lo que el El Doctor aprovecha para crear los vampiros de Milennium.
En las versión anime de Hellsing Ultimate, durante la batalla final del 10.º Ova, Walter C. Dornez encuentra el esqueleto de Mina Harker en su lucha contra el Doctor, manifestando que la maldición de Mina no acabó debido a la existencia de Alucard, para evitar futuras amenazas destruye sus restos.
En 2006 se emitió una película para la televisión británica titulada Drácula. En esta producción Mina es interpretada por Stephanie Leonidas. Ella es representada como una católica.
Mina aparece nuevamente en la serie de televisión Demons como un ser medio vampiro, donde sus poderes salen completamente cuando ingiere algo de la sangre de Drácula que aún fluye por sus venas, aunque su estado de 'default' la deja ciega pero con capacidades psíquicas que puede usar para sentir la naturaleza de los demonios a los que se enfrentan actualmente.
En Drácula el no muerto, coescrita por Dacre Stoker, se menciona que el hijo de Mina, Quincey, es producto de la violación de Drácula y, por tanto, hijo biológicamente humano de Drácula, concebido en algún momento, cuando Drácula estaba atacando a Mina.
En "De las páginas de Drácula de Bram Stoker: Harker", escrito por Tony Lee y aprobada por Dacre Stoker e Ian Holt, Mina permanece atada al espíritu de Drácula, mientras sus aliados sobrevivientes intentan utilizar a su hijo nonato en un intento por resucitar a su antiguo amo.
En la serie Penny Dreadful (2014-2016), es hija del arqueólogo Malcolm Murray, capturada por Drácula para usarla como cebo de Vanessa Ives. En esta adaptación es Vanessa, y no Mina, la reencarnación de la amada de Drácula. La actriz Olivia Llewellyn encarna a Mina Murray, mientras que a Vanessa Ives la interpreta Eva Green.